# Université de technologie de Lappeenranta-Lahti
L'université de technologie de Lappeenranta-Lahti (en finnois : Lappeenrannan–Lahden teknillinen yliopisto ; en sigle : LUT) est une université est une université publique située à  Lappeenranta et Lahti en Finlande. 
Fondée en 1969, l'université scientifique est spécialisée en technologie et en économie.

## Campus
Luniversité a deux campus:
- Le campus de Lappeenranta est situé dans le quartier Skinnarila, à 7 km du centre de  Lappeenranta.
- Le campus de Lahti est à l'adresse Mukkulankatu 19.

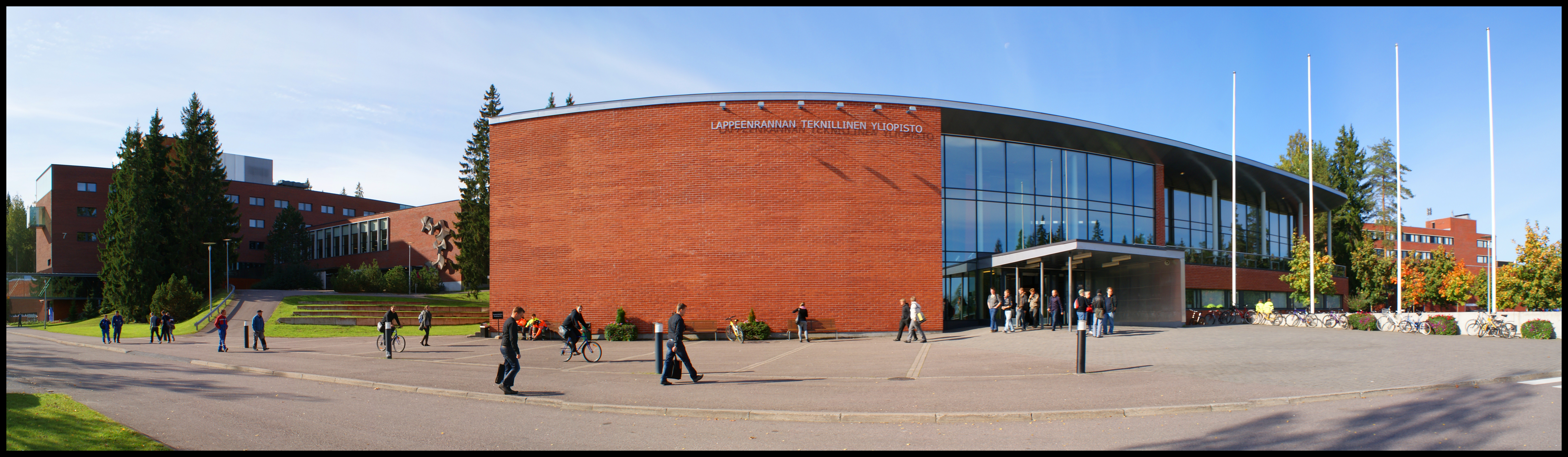
Bâtiment principal du campus de Lappeenranta.

## Écoles et unités
Depuis 2015, L'université compte trois écoles :

### École des systèmes énergétiques
- Technologies de l'énergie
- Ingénierie électrique
- Sciences de la durabilité
- Génie mécanique
- Technologie et sciences de l'ingénieur

### École des sciences de l'ingénieur
- Génie chimique
- Ingénierie computationnelle et physique
- Ingénierie et gestion industrielle
- Ingénierie logicielle et transformation numérique

### École de commerce et de gestion
- Stratégie, Gestion et Comptabilité
- Commerce international, marketing et entrepreneuriat
- Analyse commerciale et science des données

## Galerie

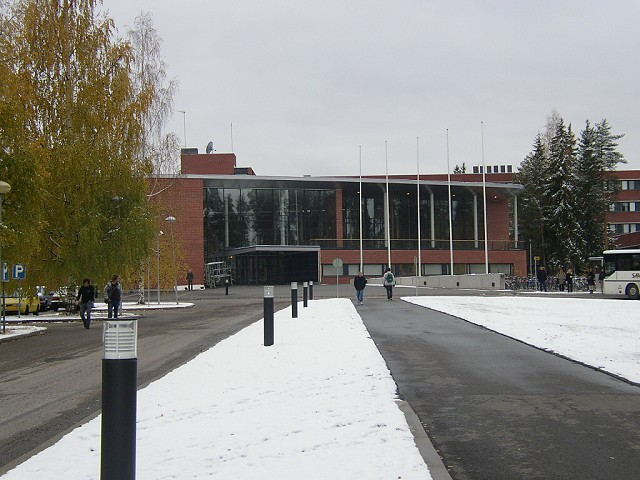
L'entrée de l'université.
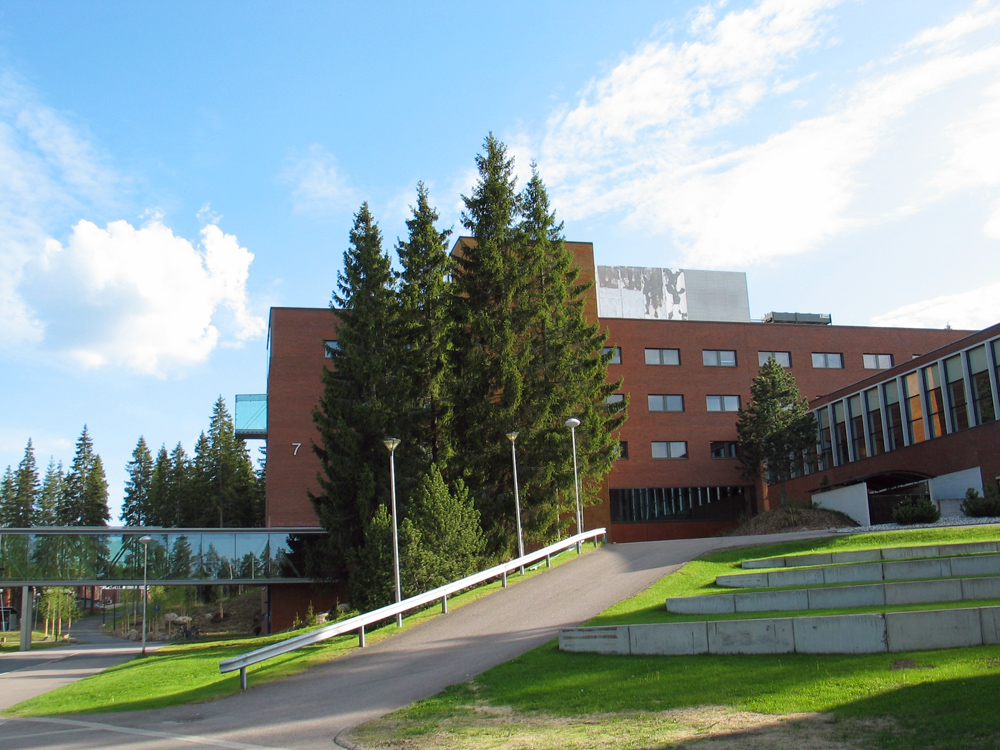
L'école de commerce.
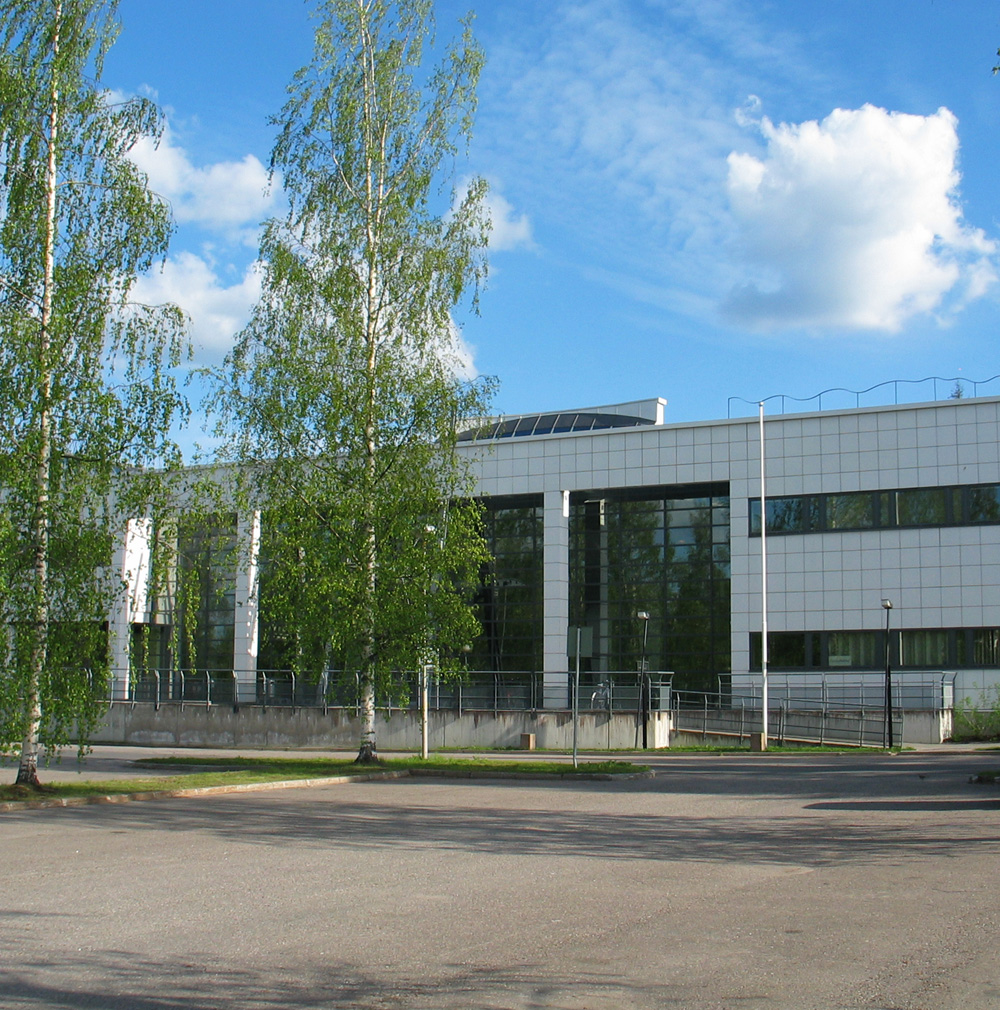
Bâtiment de l'association des étudiants.